# Maurice Matthews
Maurice Kershaw Matthews, OBE DL (* 21. Juni 1880 in London; † 20. Juni 1957 in Bournemouth) war ein britischer Sportschütze und Offizier.

## Erfolge
Maurice Matthews nahm an den Olympischen Spielen 1908 in London in vier Disziplinen mit dem Kleinkalibergewehr teil. Im Wettbewerb auf das bewegliche Ziel erzielte er wie drei weitere Konkurrenten 24 Punkte und wurde nach Prüfung der getroffenen Ziele hinter John Fleming und vor William Marsden zum Zweitplatzierten erklärt, womit er die Silbermedaille erhielt. Auf das verschwindende Ziel belegte er den neunten Platz, im liegenden Anschlag verpasste er als Viertplatzierter knapp einen weiteren Medaillengewinn. Im Mannschaftswettbewerb, bei dem nur drei Mannschaften antraten, setzten sich die Briten mit 771 Punkten gegen Schweden und Frankreich durch und wurden damit Olympiasieger. Neben Matthews gehörten Harold Humby, Edward Amoore und William Pimm zur britischen Mannschaft. Matthews war mit 196 Punkten der beste britische Schütze.
Matthews arbeitete als Immobilienmakler, Ingenieur für Vermessungswesen und Architekt in London. Er diente in der Territorial Army, in der er bis zu seinem Eintritt in den Ruhestand im Jahr 1940 zum Oberstleutnant im 1st City of London Regiment aufstieg. Zudem war er Deputy Lieutenant und Friedensrichter für das County of London. Von 1931 bis 1936 saß er im London County Council. 1948 wurde er zum Renter Warden der Beizerzunft ernannt und war außerdem zeitweise Vorsitzender der London Trustees Savings Bank. 1952 erhielt er das Offizierskreuz des Order of the British Empire. Im Jahr 1955 wurde er zum Vizepräsident der Trustees Savings Bank Association ernannt.